# 화동면
화동면(化東面)은 대한민국 경상북도 상주시의 면이다.

## 행정 구역
- 이소리
- 선교리
- 판곡리
- 어산리
- 신촌리
- 반곡리
- 보미리
- 양지리
- 평산리

## 역대 면장
- 1대 김순익 (미상 ~ 미상)
- 2대 성익호 (미상 ~ 미상)
- 3대 이장규 (미상 ~ 미상)
- 4대 권중희 (미상 ~ 미상)
- 5대 서재식 (미상 ~ 미상)
- 6대 이세식 (미상 ~ 미상)
- 7대 정강화 (미상 ~ 미상)
- 8대 서성근 (미상 ~ 미상)
- 9대 조동규 (미상 ~ 미상)
- 10대 정종운 (미상 ~ 미상)
- 11대 강건형 (1946.2.15 ~ 1947.11.14)
- 12대 김봉기 (1947.11.15 ~ 1948.2.21)
- 13대 조갑연 (1948.2.25 ~ 1948.12.9)
- 14대 정태화 (1948.12.10 ~ 1949.10.13)
- 15대 서윤식 (1949.10.15 ~ 1950.3.24)
- 16대 이중구 (1950.3.25 ~ 1952.5.2)
- 17대 김기현 (1952.5.5 ~ 1952.10.20)
- 18대 김억수 (1952.10.22 ~ 1956.10.12)
- 19대 서무열 (1956.10.13 ~ 1957.6.10)
- 20대 김창걸 (1957.6.13 ~ 1960.12.20)
- 21대 김창걸 (1960.12.27 ~ 1961.6.23)
- 22대 이한성 (1961.7.9 ~ 1962.5.23)
- 23대 노범구 (1962.5.24 ~ 1964.5.9)
- 24대 김창걸 (1964.5.10 ~ 1968.3.31)
- 25대 김이수 (1968.4.1 ~ 1969.12.19)
- 26대 김태식 (1969.12.20 ~ 1970.12.27)
- 27대 이희영 (1970.12.30 ~ 1971.2.2)
- 28대 권윤석 (1971.2.3 ~ 1971.10.9)
- 29대 김근식 (1971.10.10 ~ 1972.12.22)
- 30대 우휘종 (1972.12.23 ~ 1974.3.15)
- 31대 손길상 (1974.3.16 ~ 1976.1.13)
- 32대 이석덕 (1976.1.14 ~ 1977.2.18)
- 33대 조장원 (1977.2.19 ~ 1978.1.4)
- 34대 이수섭 (1978.1.5 ~ 1978.8.17)
- 35대 조돈희 (1978.8.18 ~ 1980.4.6)
- 36대 김영배 (1980.4.7 ~ 1981.5.26)
- 37대 권윤석 (1981.5.27 ~ 1983.2.16)
- 38대 장재도 (1983.2.7 ~ 1988.3.4)
- 39대 김상면 (1983.3.5 ~ 1993.6.20)
- 40대 임정철 (1993.7.1 ~ 1996.7.11)
- 41대 김인훈 (1996.7.12 ~ 2000. 7.23)
- 42대 이철우 (2000.8.25 ~ 2003.8.24)
- 43대 윤종수 (2003.8.25 ~ 2005.9.4)
- 44대 황원모 (2005.9.5 ~ 2006.9.5)
- 45대 김상묵 (2006.9.6 ~ 2007.12.26)
- 46대 최영숙 (2008.2.28 ~ 2009.4.12)
- 47대 채홍묵 (2009.4.13 ~ 2010.8.15)
- 48대 채한욱 (2010.8.16 ~ 2011.7.19)
- 49대 김정기 (2014.7.20 ~ 2012.7.8)
- 50대 채홍묵 (2012.7.9 ~ 2014.2.28)
- 51대 전홍근 (2014.7.14 ~ 2015.6.30)
- 52대 장세철 (2015.7.13 ~ 2017.6.30)
- 53대 김병구 (2017.7.1 ~ 2019.6.30)
- 54대 권도희 (2019.7.1 ~ 2020.6.30)
- 55대 서해욱 (2020.7.1 ~ 2022.1.5)
- 56대 김진철 (2022.1.6 ~ 2022.12.31)
- 57대 함희중 (2023.1.1 ~ 2023.12.31)
- 58대 공형석 (2024.1.1 ~ 현재)